# Ngamiland West
Ngamiland West é um subdistrito de Botswana localizado no Distrito do Noroeste que possuía uma população estimada em 59 421 habitantes em 2011. Conta com 32 vilas, sendo que a maior delas é Gumare.